# Петрівка (Синельниківський район)
Петрі́вка — село в Україні, у Синельниківському районі Дніпропетровської області. Входить до складу Миколаївської сільської громади. Населення становить 452 особи.

## Географія
Село Петрівка знаходиться на правому березі річки Самара, вище за течією на відстані 3 км розташоване село Новопричепилівка, нижче за течією на відстані 2 км розташоване село Катеринівка, на протилежному березі — село Миколаївка. Річка в цьому місці звивиста, утворює лимани, стариці та заболочені озера.

## Походження назви
На території України 74 населених пункти із назвою Петрівка.
За легендою у місцевого пана було чотири дитини Петро, Катерина, Микола і Мар'я. Тож він і дав назву чотирьом своїм селам Петрівка, Катеринівка, Маламиколаївка (бо неподалік вже була Миколаївка), а в честь меншої Мар'яна він назвав рощу, нині село Мар'яна Роща. Всі ці села зараз входять до Петрівської сільради.

## Населення

### Мова
Розподіл населення за рідною мовою за даними перепису 2001 року:
| Мова       | Кількість | Відсоток |
| ---------- | --------- | -------- |
| українська | 424       | 93.81%   |
| російська  | 28        | 6.19%    |
| Усього     | 452       | 100%     |

## Історія
Петрівка заснована наприкінці 1770-х роках. Тут було одне із стародавніх запорізьких займищ Самарської паланки.
За даними 1859 року Петрівське (також Велике Герцеве) було панським селом. Тут була 1 православна церква, 2 заводи, 52 подвірь, 416 мешканців
До 2017 року орган місцевого самоврядування — Петрівська сільська рада.
12 червня 2020 року, відповідно до розпорядження Кабінету Міністрів України № 709-р від «Про визначення адміністративних центрів та затвердження територій територіальних громад Дніпропетровської області», увійшло до складу Миколаївської сільської громади.
19 липня 2020 року, в результаті адміністративно-територіальної реформи та ліквідації  Петропавлівського району, село увійшло до складу новоутвореного Синельниківського району.

## Об'єкти соціальної сфери

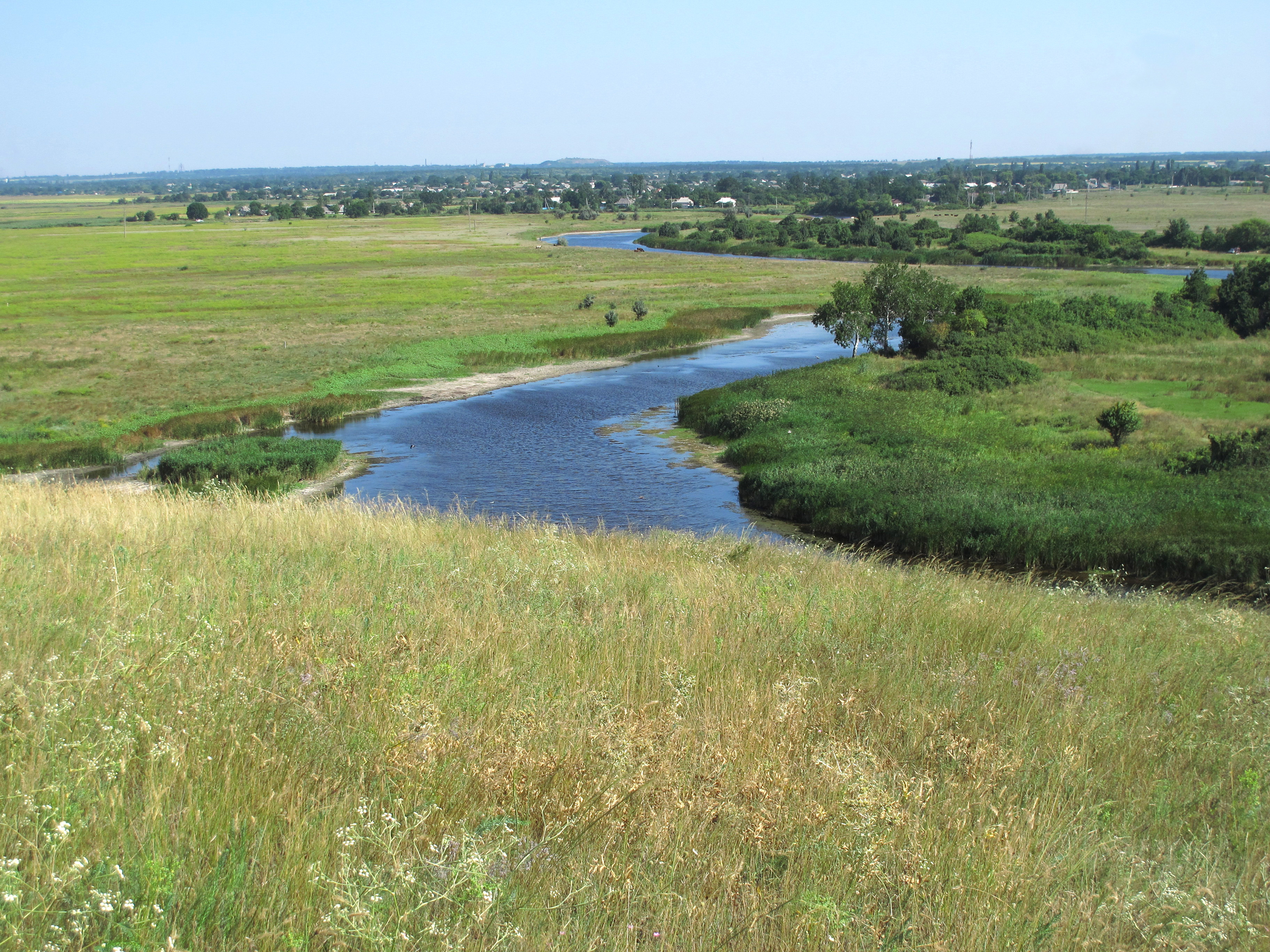
Річка Самара у заказнику "Петропавлівські лимани"

- Школа.
- Амбулаторія.
- Будинок культури.
- Дитячий садок.
- Пошта.

## Пам'ятки
Поблизу села розташований ландшафтний заказник загальнодержавного значення Петропавлівські лимани.